# Hesselfurt

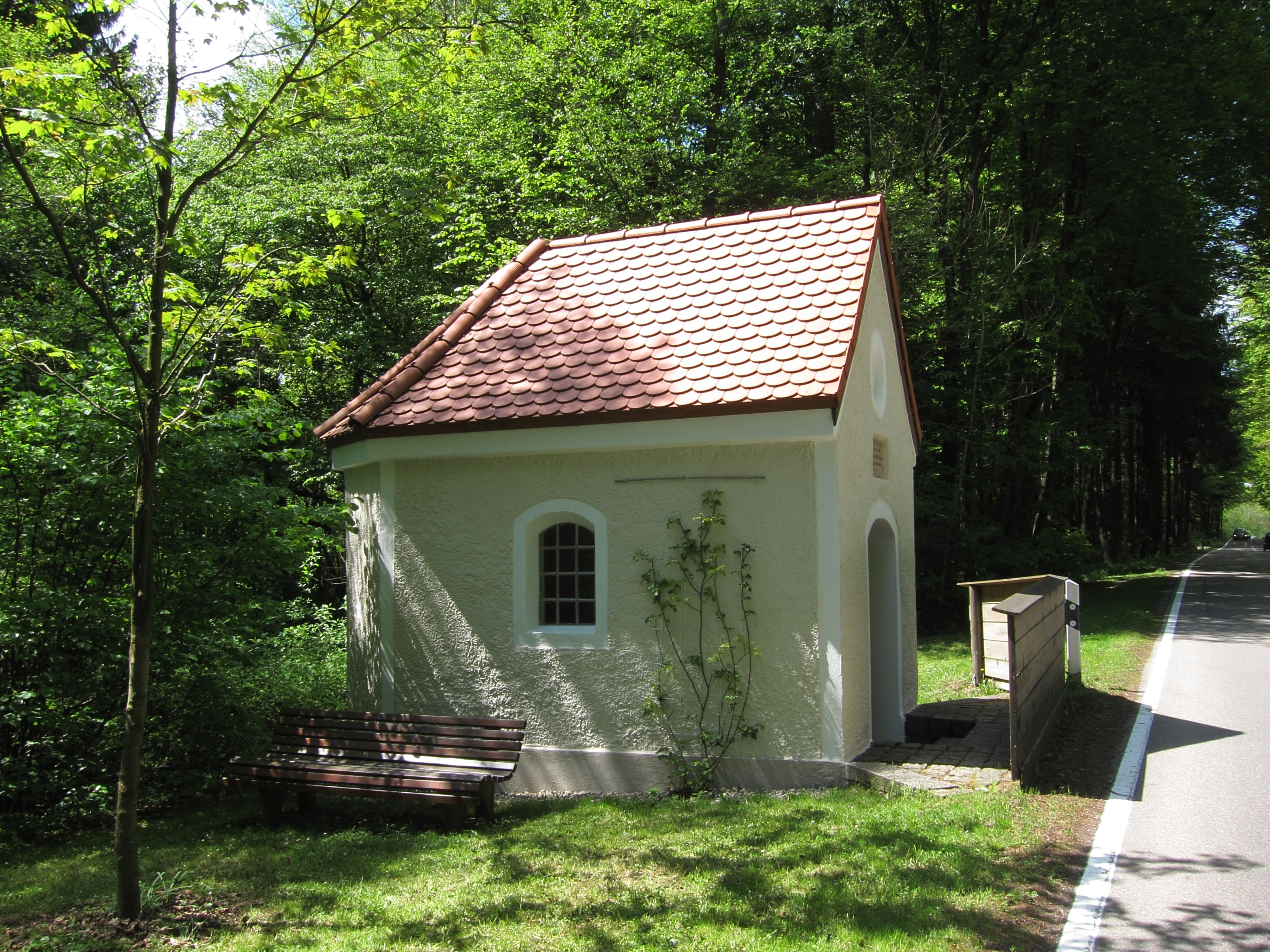
Kapelle in Hesselfurt

Hesselfurt ist ein Stadtteil von Grafing bei München im oberbayerischen Landkreis Ebersberg. Das Dorf Hesselfurt liegt an der Staatsstraße 2089 und schließt sich nördlich direkt an Grafing an.

## Baudenkmäler
Siehe: Liste der Baudenkmäler in Grafing bei München#Hesselfurt